# Joaquín García (Fußballspieler, 2001)
Roberto Joaquín García (* 20. August 2001 in La Matanza) ist ein argentinischer Fußballspieler.

## Karriere

### Verein
Von der U20 des CA Vélez Sarsfield stieg er Anfang 2020 in deren B-Mannschaft auf. Im Sommer 2023 ging er dann fest in den Kader der ersten Mannschaft über. Sein Debüt in der ersten Liga hatte er aber bereits am 18. September 2022.

### Nationalmannschaft
Im Oktober 2023 wurde er erstmals für die argentinische U23 für die Vorbereitung vor dem Qualifikationsturnier für Olympia nominiert. Dort kam er auch zwei Mal zum Einsatz. Bei dem Turnier selbst war er auch in fast jeder Partie aktiv. Am Ende landete er mit seinem Team hier auf dem zweiten Platz der Endgruppe und qualifizierte sich so für die Spiele in Paris.